# Franz Fartek

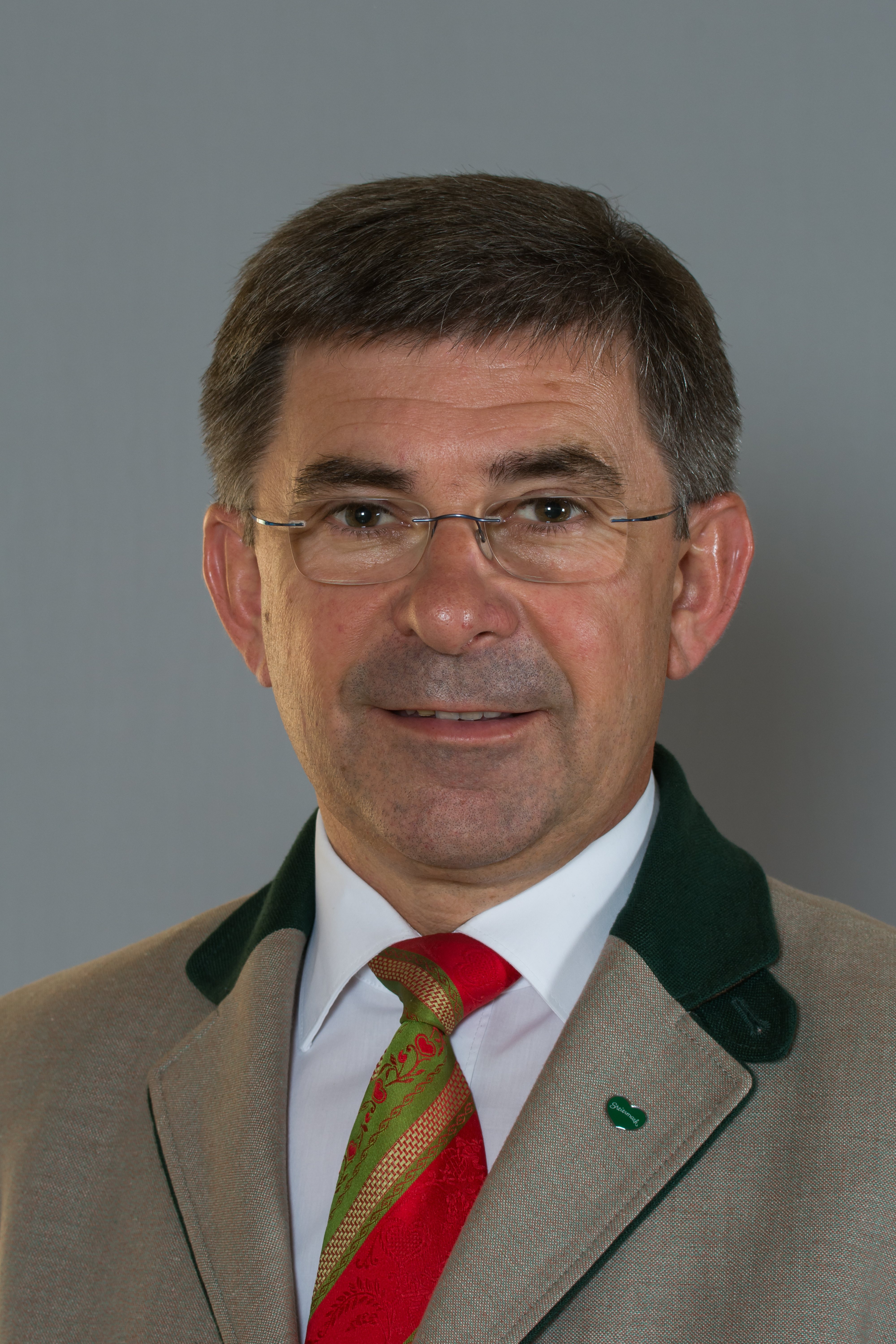
Franz Fartek (2016)

Franz Fartek (* 1966) ist ein Politiker der ÖVP. Er wurde am 16. Juni 2015 als Abgeordneter zum Steiermärkischen Landtag angelobt.
Fartek ist im Hauptberuf Landwirt in Johnsdorf-Brunn. Er ist verheiratet und hat zwei Kinder.
Seine politische Karriere startete Fartek, der schon bei der Landjugend aktiv war, 1990 als Gemeinderat. Im April 2004 wurde er zum  Bürgermeister von Johnsdorf-Brunn gewählt. Diese Funktion behielt er bis zur Auflösung der selbständigen Gemeinde am 31. Dezember 2014 und der Zusammenlegung mit der Gemeinde Fehring. Am 22. April 2015 wurde Fartek zum ersten Vizebürgermeister der Stadtgemeinde Fehring gewählt.
Beim außerordentlichen Bezirksparteitag der südoststeirischen ÖVP am 16. April 2015 in St. Stefan im Rosental setzte sich Fartek in einem Hearing vorm Parteivorstand gegenüber dem Landtagsabgeordneten Anton Gangl als Spitzenkandidat der Südoststeiermark für die Landtagswahl 2015 durch. Damit war Fartek der Einzug in den Steirischen Landtag als Nachfolger von Josef Ober sicher.
Seine politischen Aufgaben sieht Fartek in der Kommunalpolitik, der Raumordnung sowie der Landwirtschaft und die Entwicklung des ländlichen Raumes. Ein weiterer Schwerpunkt seiner politischen Arbeit ist die Weiterentwicklung des steierischen Vulkanlandes.